# Leonor Villegas de Magnón
Leonor Villegas de Magnón (Nuevo Laredo, México 12 de junio de 1876 - Ciudad de México, 17 de abril de 1955) fue una activista política, maestra, y periodista mexicana, fundadora de una brigada de “La Cruz Blanca”, un servicio de ayuda internacional en México.

## Biografía
Escribió un libro, “The Rebel/La Rebelde”, en el cual habla sobre su vida y la Revolución Mexicana. Su vida empezó en México, pero se mudó a los Estados Unidos (Laredo, Texas) cuando tenía 5 años. Hija de Joaquín Rubio y Valeriana Villegas, su familia se mudó a los Estados Unidos como refugiados de la Revolución Mexicana. Villegas de Magnón estudió en varios internados en San Antonio, Austin, y Nueva York. Cuando se graduó de Mount St. Ursula’s Convent en Nueva York, regresó a Laredo, Texas, donde fundó una de las primeras escuelas bilingües en el área. Después de estudiar, Magnón se casó con un estadounidense, Adolpho Magnón, y se mudaron a la Ciudad de México para enseñar en una escuela kindergarten. Durante ese tiempo, Magnón empezó a escribir artículos que criticaban al dictador mexicano, Porfirio Díaz en el periódico La Crónica.  A causa de las críticas de Magnón sobre el gobierno, los negocios de su padre empezaron a resentirse. Magnón se mudó a Laredo, Texas y continuó enseñando el kindergarten hasta que convirtió su casa en un hospital provisional para La Cruz Blanca.[cita requerida]

## La Crónica
La Crónica fue un periódico fronterizo fundado en 1909 por Nicasio Idar, quien había sido un trabajador ferroviario. La Crónica fue un foro popular para discursos de injusticias políticas e intelectualismo. Leonor Villegas de Magnón escribió varios artículos para La Crónica en donde condenó la dictadura de Porfirio Díaz y habló de las injusticias contra los insurgentes y de sus esfuerzos y trabajo con la Cruz Blanca. La Crónica sirvió para que Leonor Villegas de Magnón pudiera desarrollar su carrera de activismo y avanzar en la Cruz Blanca.[cita requerida]

## La Cruz Blanca
La Cruz Blanca Neutral fue fundada por Elena Arizmendi Mejía en 1911, después del inicio de la Revolución Mexicana de 1910. Fue un servicio voluntario de estudiantes de medicina  y enfermeras. La Cruz Blanca recibió ayuda de gente importante en la comunidad para recaudar fondos y empezar un hospital de campo en mayo de 1911. A finales de 1911, La Cruz Blanca estableció 25 brigadas en diferentes partes de México para ayudar a los insurrectos. Durante los próximos años, ayudaron a mucha gente que luchó en la Revolución.[cita requerida]
En marzo de 1913 hubo un ataque en Nuevo Laredo. Por esta razón, Leonor Villegas de Magnón y otras dos amigas cruzaron el Río Grande para ayudar a los revolucionarios heridos. Ella misma financió su brigada y eventualmente en enero de 1914, transformó su casa, garaje, y escuela en hospitales para tratar a gente de ambos lados de la frontera. Más de 100 soldados de la revolución visitaron sus hospitales durante la guerra, pero los funcionarios americanos acusaron a Villegas de Magnón de haber violado las leyes de neutralidad. Los funcionarios intentaron sacar a todos los soldados en custodia del gobierno estadounidense, pero Villegas de Magnón fue capaz de ayudar a la mayoría a escaparse. Los funcionarios sacaron casi a 40 soldados en custodia a la base militar Fort McIntosh. Villegas de Magnón contrató un abogado para ayudar con la liberación de los soldados. Después de mucho tiempo, el secretario de estado William Jennings Bryan demandó la liberación de dichos soldados. Más tarde en 1914, Villegas de Magnón y 25 otras enfermeras se unieron a la armada de Venustiano Carranza y continuaron su trabajo para ayudar los heridos en la Ciudad de México.[cita requerida]

## The Rebel/La Rebelde
Leonor Villegas de Magnón escribió sus memorias durante sus años de servicio en la Cruz Blanca en el tiempo de la Revolución Mexicana. Desafortunadamente no fueron publicadas durante su vida. Villegas de Magnón murió en 1955. Años después, su hija, encontró las dos copias que su madre había escrito, una en inglés y otra en español y las llevó a Arte Público Press, en donde se publicaron en 1994 bajo el título de The Rebel/La Rebelde. Este libro funciona como una autobiografía con temas de las mujeres trabajadoras y voluntarias durante la Revolución (1876-1920). Narra además las diferencias históricas, culturales, y políticas entre las dos naciones.[cita requerida]